# Polina Guryeva
Polina Guryeva (türkménül: Polina Gurýewa, oroszul: Полина Гурьева, (Aşgabat, 1999. október 5. –) türkmén súlyemelő. A 2021-ben Tokióban rendezett 2020-as nyári olimpián ezüstérmet nyert. Ez volt Türkmenisztán első olimpiai érme. 

## Életpályája
Polina Guryeva Aşgabatban, az ország fővárosában született. Részt vett a 2013-as ifjúsági világbajnokságon, és 23. helyezést ért el az 53 kilogrammos súlycsoportban. A 2015-ös ázsiai bajnokságon a hetedik lett, az 58 kilogrammos súlykategóriába lépett. A 2017-es ázsiai bajnokságon Guryeva 196 kg-ra (88 + 108) javította személyes rekordját, és kilencedik lett. Ugyanebben az évben az Iszlám Szolidaritási Játékok bajnoka lett, összesen 193 kg-ot emelt (88 + 105). 
A 2021-ben megrendezett 2020. évi ázsiai bajnokságon Taskentben  a negyedik helyet szerezte meg, és az 59 kilogrammos súlykategóriába lépett.
A 2021-ben Tokióban megrendezett 2020-as nyári olimpián a nők 59 kg-os versenyében ezüstérmes lett.